# Aubria masako
Aubria masako là một loài ếch trong họ Ranidae.
Nó được tìm thấy ở Cameroon, Cộng hòa Trung Phi, Cộng hòa Congo, Cộng hòa Dân chủ Congo, Gabon, có thể cả Angola, và có thể cả Guinea Xích Đạo.
Các môi trường sống tự nhiên của chúng là các khu rừng ẩm ướt đất thấp nhiệt đới hoặc cận nhiệt đới, đầm nước ngọt, đầm nước ngọt có nước theo mùa, vườn nông thôn, các khu rừng trước đây bị suy thoái nặng nề, và ao.